# Liste der Wappen im Landkreis Wolfenbüttel
Diese Liste beinhaltet alle in der Wikipedia gezeigten Wappen des Landkreises Wolfenbüttel (Niedersachsen).

## Kreiswappen
| Lage                   | Wappen | Kommentare |
| ---------------------- | ------ | --- |
| Landkreis Wolfenbüttel |        | Genehmigt am 8. Januar 1954 durch Urkunde des Niedersächsischen Minister des Inneren: „Das Wappen zeigt im oberen Teil einen goldenen (gelben) Löwen auf blauem Grund und im unteren Teil fünf grüne Ähren auf goldenem (gelben) Grund. “ |

## Wappen der Samtgemeinden

Samtgemeinde Baddeckenstedt[2]
Samtgemeinde Elm-Asse
Samtgemeinde Oderwald
Samtgemeinde Sickte

### Wappen ehemaliger Samtgemeinden

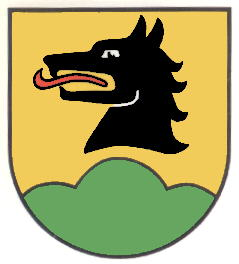
Samtgemeinde Asse
Samtgemeinde Schladen
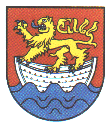
Samtgemeinde Schöppenstedt

## Wappen der Städte und Gemeinden
- Gemeinde
Baddeckenstedt[4]
- Gemeinde
Burgdorf[5]
- Gemeinde
Börßum[6]
- Gemeinde
Cramme[7]
- Gemeinde
Cremlingen (Details)
- Gemeinde
Dahlum
- Gemeinde
Denkte
- Gemeinde
Dettum
- Gemeinde
Dorstadt[8]
- Gemeinde
Elbe[9]
- Gemeinde
Erkerode
- Gemeinde
Evessen
- Gemeinde
Flöthe[10]
- Gemeinde
Haverlah[11]
- Gemeinde
Hedeper
- Gemeinde
Heere[12]
- Gemeinde
Heiningen[13]
- Gemeinde
Kissenbrück
- Gemeinde
Kneitlingen
- Gemeinde
Ohrum[14]
- Gemeinde
Remlingen-Semmenstedt
- Gemeinde
Roklum[15]
- Gemeinde
Schladen-Werla
- Stadt
Schöppenstedt[16]
- Gemeinde
Sehlde[17]
- Gemeinde
Sickte (Details)
- Gemeinde
Uehrde
- Gemeinde
Vahlberg
- Gemeinde
Veltheim (Ohe)
- Gemeinde
Winnigstedt
- Gemeinde
Wittmar[18]
- Kreisstadt
Wolfenbüttel

### Wappen der ehemals selbständigen Gemeinden

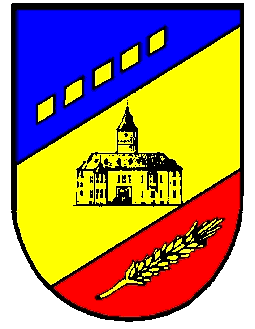
Gemeinde Börßum
Ortsteil Achim[19]

Gemeinde Börßum Ortsteil Achim
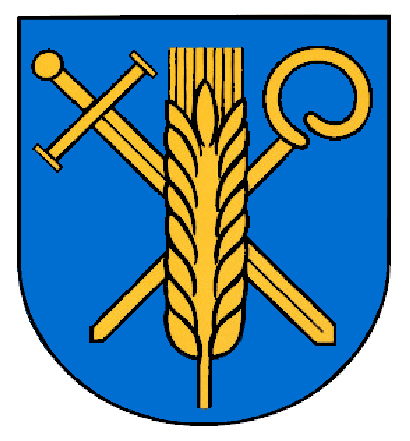
Stadt Wolfenbüttel Ortsteil Ahlum
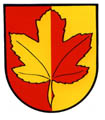
Gemeinde Sickte Ortsteil Apelnstedt
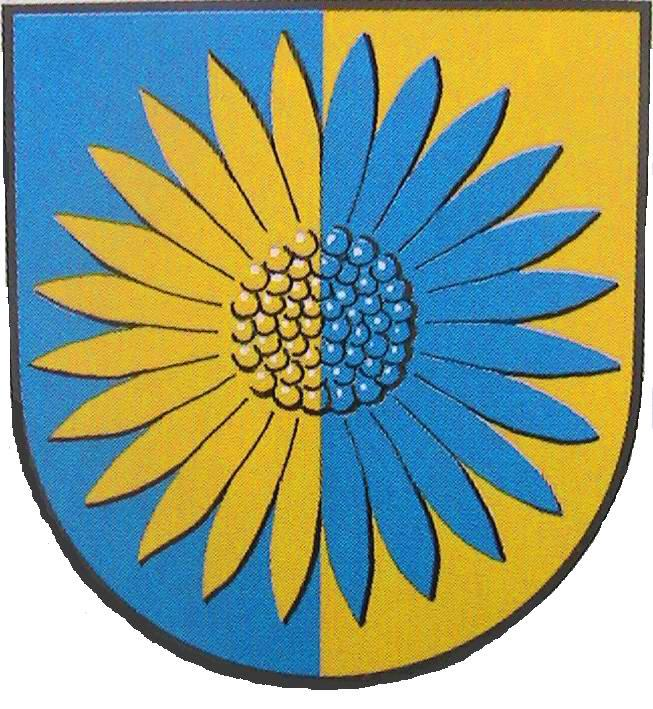
Gemeinde Uehrde Ortsteil Barnstorf
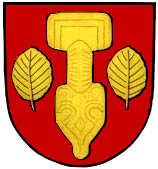
Gemeinde Schladen-Werla Ortsteil Beuchte
Gemeinde Börßum Ortsteil Bornum
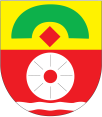
Stadt Schöppenstedt Ortsteil Eitzum (Details)
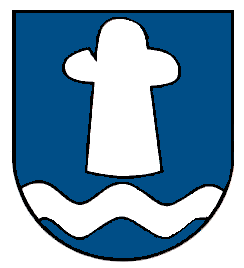
Stadt Wolfenbüttel Ortsteil Fümmelse
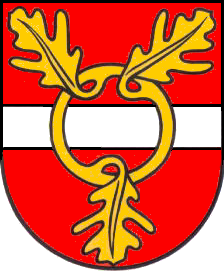
Gemeinde Schladen-Werla Ortsteil Gielde
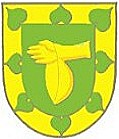
Gem. Remlingen-Semmenstedt Ortsteil Groß Biewende
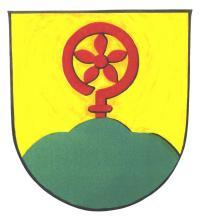
Gemeinde Denkte Ortsteil Groß Denkte
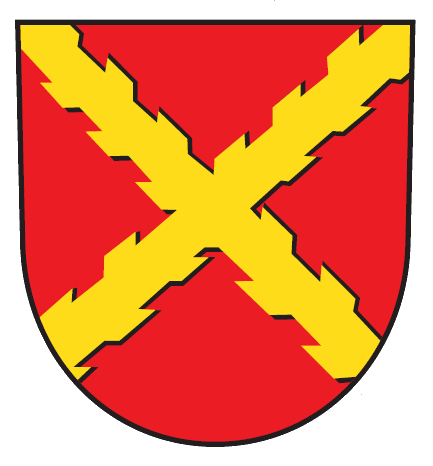
Stadt Wolfenbüttel Ortsteil Groß Stöckheim
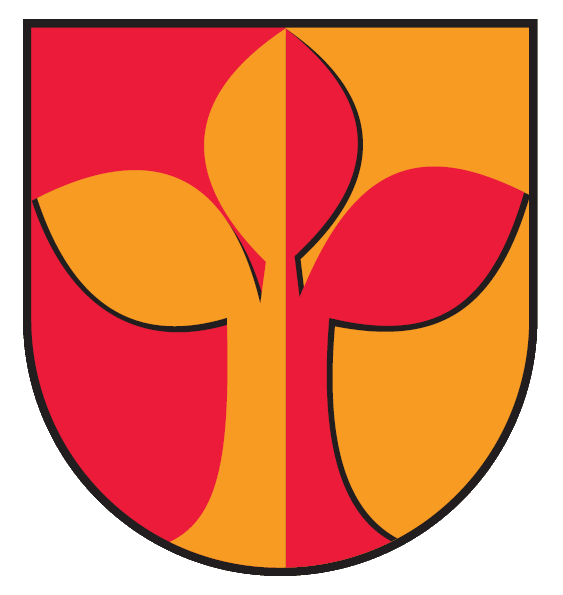
Stadt Wolfenbüttel Ortsteil Halchter
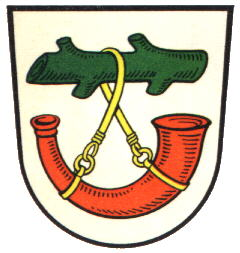
Gemeinde Schladen-Werla Ortsteil Stadt Hornburg
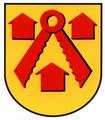
Gemeinde Sickte Ortsteil Hötzum
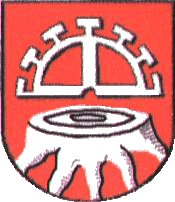
Gemeinde Schladen-Werla Ortsteil Isingerode
Gemeinde Börßum Ortsteil Kalme
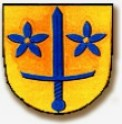
Gem. Remlingen-Semmenstedt Ortsteil Klein Biewende
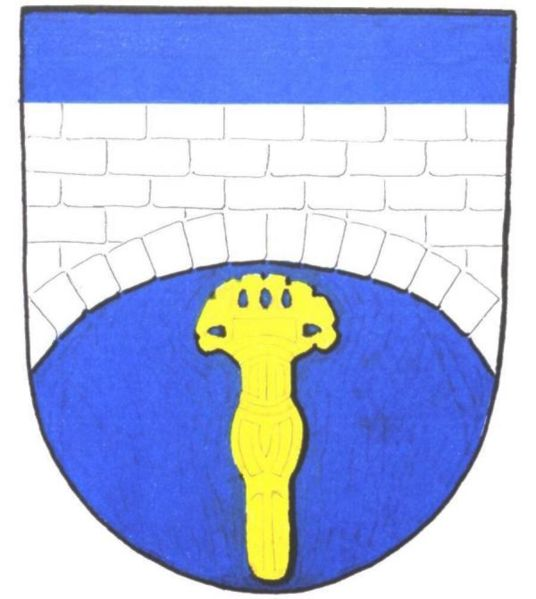
Gemeinde Denkte Ortsteil Klein Denkte
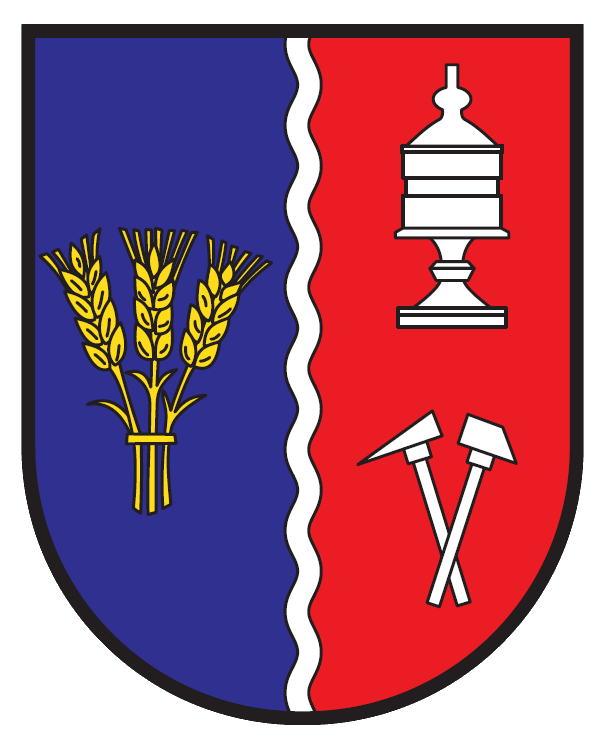
Stadt Wolfenbüttel Ortsteil Leinde
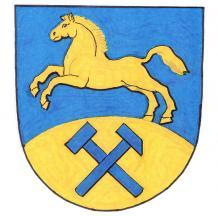
Gemeinde Denkte Ortsteil Neindorf
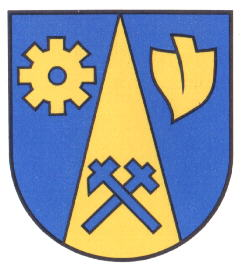
Gem. Remlingen-Semmenstedt Ortsteil Remlingen
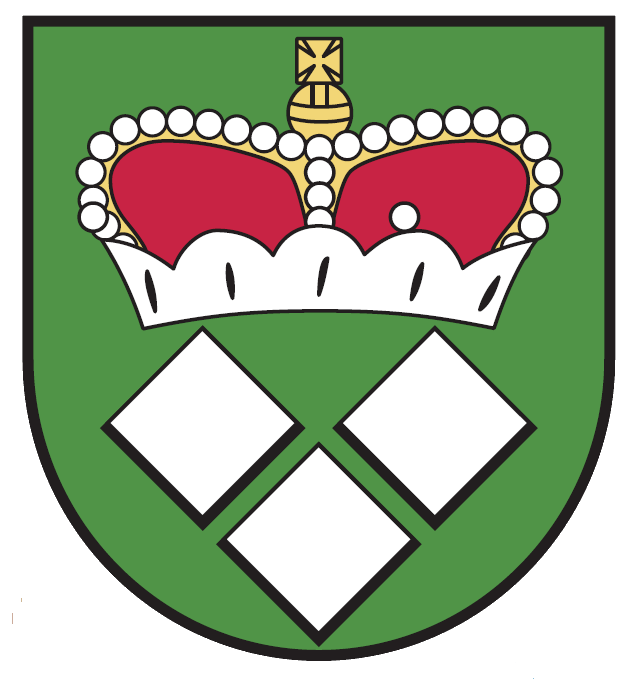
Stadt Wolfenbüttel Ortsteil Salzdahlum
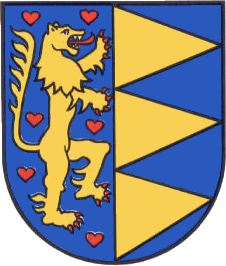
Gemeinde Cremlingen Ortsteil Schandelah
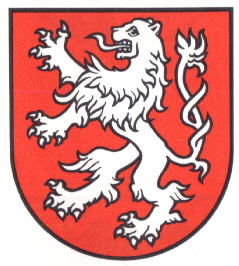
Gemeinde Schladen-Werla Ortsteil Schladen
Gem. Remlingen-Semmenstedt Ortsteil Semmenstedt
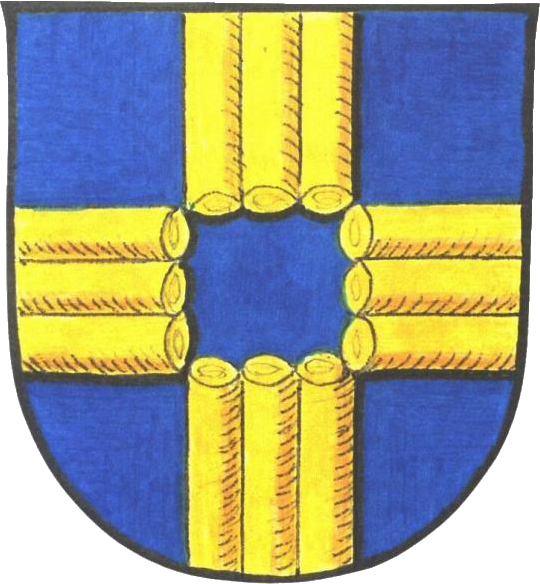
Gem. Remlingen-Semmenstedt Ortsteil Timmern
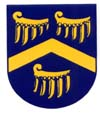
Gemeinde Sickte Ortsteil Volzum
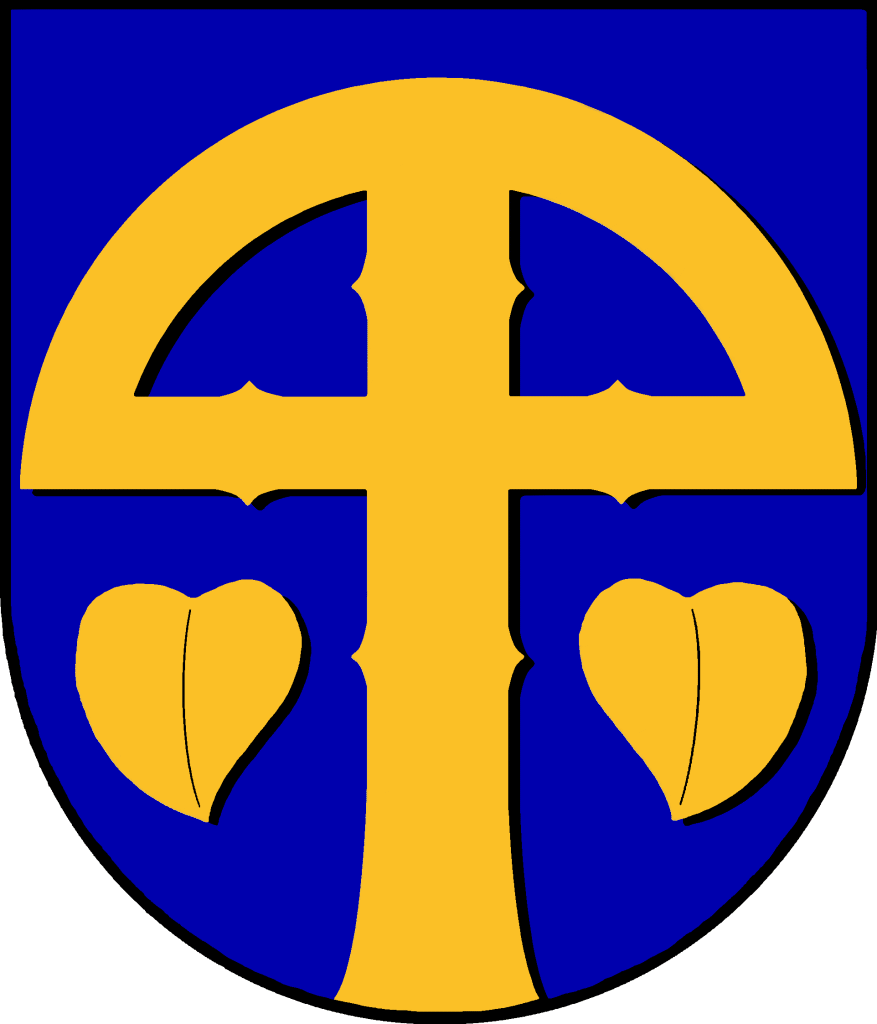
Gemeinde Uehrde Ortsteil Warle
Gemeinde Schladen-Werla Ortsteil Wehre
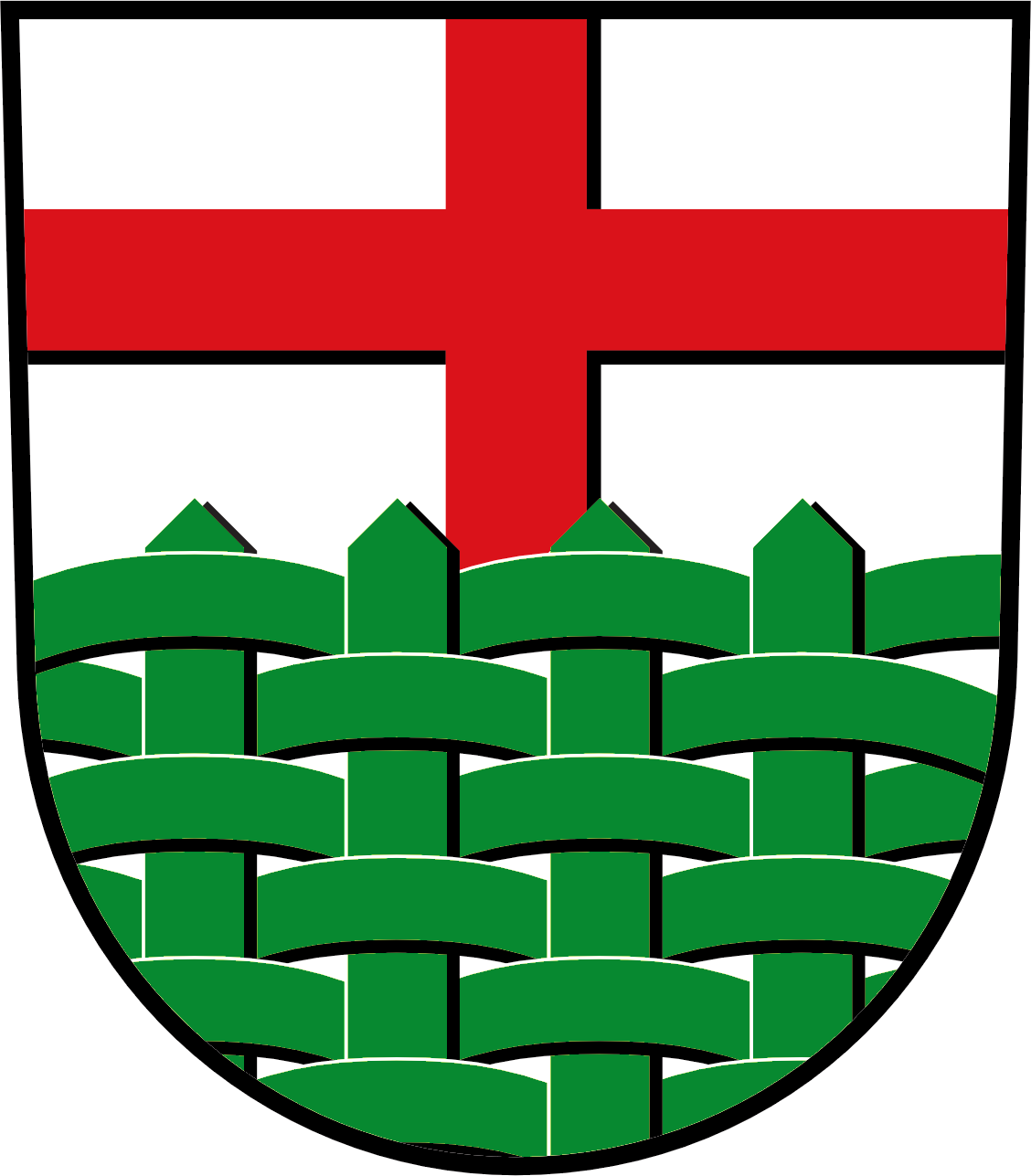
Stadt Wolfenbüttel Ortsteil Wendessen
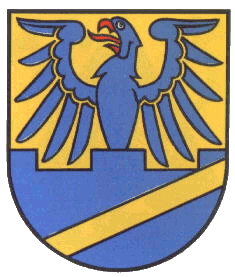
Gemeinde Schladen-Werla Ortsteil Werlaburgdorf
Gemeinde Hedeper Ortsteil Wetzleben
Gemeinde Sickte Ortsteil Apelnstedt
Gemeinde Uehrde
Ortsteil Barnstorf[20]
Gemeinde Schladen-Werla
Ortsteil Beuchte
- Gemeinde Börßum
Ortsteil Bornum
- Stadt Schöppenstedt
Ortsteil Eitzum (Details)
- Stadt Wolfenbüttel
Ortsteil Fümmelse
- Gemeinde Schladen-Werla
Ortsteil Gielde[21]
- Gem. Remlingen-Semmenstedt
Ortsteil Groß Biewende
- Gemeinde Denkte
Ortsteil Groß Denkte[22]
- Stadt Wolfenbüttel
Ortsteil Groß Stöckheim
- Stadt Wolfenbüttel
Ortsteil Halchter
- Gemeinde Schladen-Werla
Ortsteil Stadt Hornburg
- Gemeinde Sickte
Ortsteil Hötzum
- Gemeinde Schladen-Werla
Ortsteil Isingerode
- Gemeinde Börßum
Ortsteil Kalme
- Gem. Remlingen-Semmenstedt
Ortsteil Klein Biewende
- Gemeinde Denkte
Ortsteil Klein Denkte
- Stadt Wolfenbüttel
Ortsteil Leinde
- Gemeinde Denkte
Ortsteil Neindorf
- Gem. Remlingen-Semmenstedt
Ortsteil Remlingen
- Stadt Wolfenbüttel
Ortsteil Salzdahlum
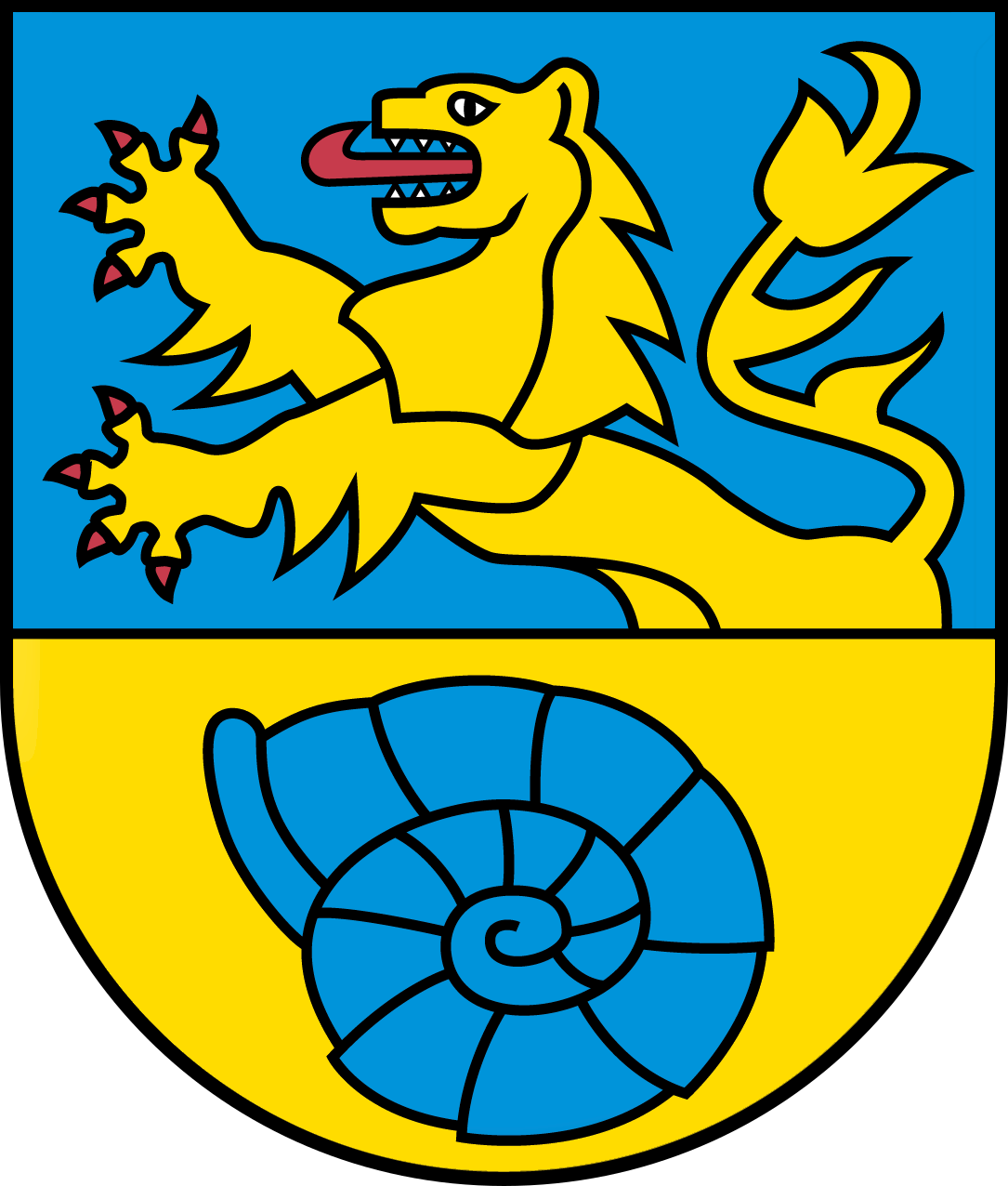
Gemeinde Cremlingen
Ortsteil Schandelah[23]
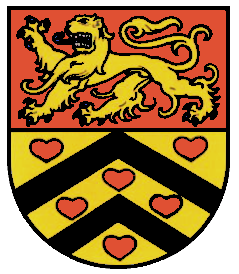
Gemeinde Schladen-Werla
Ortsteil Schladen
- Gem. Remlingen-Semmenstedt
Ortsteil Semmenstedt[24]
- Gem. Remlingen-Semmenstedt
Ortsteil Timmern[25]
Gemeinde Sickte
Ortsteil Volzum
Gemeinde Uehrde
Ortsteil Warle[26]
Gemeinde Schladen-Werla
Ortsteil Wehre
- Stadt Wolfenbüttel
Ortsteil Wendessen
Gemeinde Schladen-Werla
Ortsteil Werlaburgdorf
Gemeinde Hedeper
Gemeinde Evessen
Gemeinde Flöthe
Gemeinde Haverlah
Gemeinde Hedeper
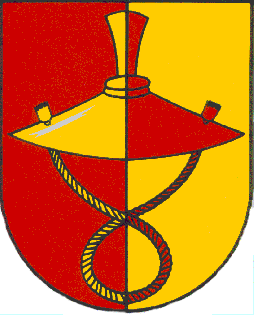
Gemeinde Heere
Gemeinde Heiningen
Gemeinde Kissenbrück
Gemeinde Kneitlingen
Gemeinde Ohrum
Gemeinde Remlingen-Semmenstedt
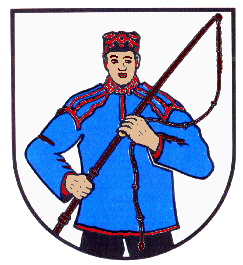
Gemeinde Roklum
Gemeinde Schladen-Werla
Stadt Schöppenstedt
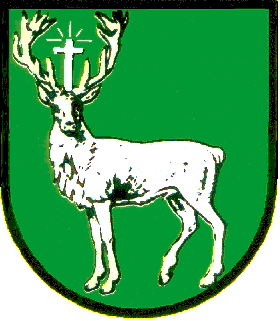
Gemeinde Sehlde
Gemeinde Sickte (Details)
Gemeinde Uehrde
Gemeinde Vahlberg
Gemeinde Veltheim (Ohe)
Gemeinde Winnigstedt
Gemeinde Wittmar
Kreisstadt Wolfenbüttel
Ortsteil Wetzleben